# Miss Bala - Sola contro tutti
Miss Bala - Sola contro tutti (Miss Bala) è un film del 2019 diretto da Catherine Hardwicke, scritto da Gareth Dunnet-Alcocer ed interpretato da Gina Rodriguez.
La pellicola, basata sull'omonimo film messicano del 2011, segue le vicende di una donna che si allena per colpire un cartello della droga a seguito del rapimento di una sua amica.
Distribuito negli Stati Uniti dal 1º febbraio 2019, il film è stato accolto negativamente dai critici, che hanno evidenziato un'"azione blanda" e una "storia prevedibile", pur elogiando l'interpretazione della Rodriguez.

## Trama
Gloria Meyer, truccatrice latinoamericana di Los Angeles, visita la sua migliore amica Suzu a Tijuana, in Messico. Improvvisamente però, Suzu scompare in un night club. Mentre la cerca, Gloria viene rapita da un cartello locale, per il quale è costretta a riciclare denaro. La sua storia si evolve quando Gloria riesce ad entrare nelle grazie del boss del cartello, e quando si rivela ad un gruppo di agenti della DEA che sta seguendo il caso. Gloria dovrà quindi ribaltare i giochi su più fronti per scappare, e lo farà scoprendo risorse che non aveva mai saputo di possedere, navigando in un pericoloso mondo di criminalità transnazionale. La sopravvivenza richiederà tutta la sua astuzia, innovazione e forza.

## Produzione

### Sviluppo
Nell'aprile 2017, venne annunciato che Catherine Hardwicke avrebbe diretto il film, da una sceneggiatura di Gareth Dunnet-Alcocer, con Kevin Misher e Pablo Cruz che lo avrebbero prodotto e con Andy Berman tra i produttori esecutivi. Si dice che il cast e la squadra siano latini al 95%.

### Casting
Nel maggio 2017, Gina Rodriguez e Ismael Cruz Córdova si erano uniti al cast del film. Nel luglio 2017, entrarono nel cast Matt Lauria, Cristina Rodlo e Aislinn Derbez. Successivamente si unì anche Anthony Mackie.

### Budget
Secondo quanto riferito, Sony ha speso $15 milioni per produrre il film.

## Promozione
Il trailer ufficiale del film venne pubblicato il 16 ottobre 2018.

## Distribuzione
Inizialmente previsto per il 25 gennaio 2019, il film è stato distribuito nelle sale cinematografiche statunitensi dal 1º febbraio dello stesso anno. Nel Regno Unito è previsto per l'8 febbraio 2019.

## Accoglienza

### Incassi
Negli Stati Uniti e in Canada il film è stato impostato per incassare $6–9 milioni da 2.203 sale nel suo weekend di apertura. Nelle due anteprime del giovedì sera ha incassato $650.000.

### Critica
Il film è stato accolto negativamente dalla critica. Sull'aggregatore di recensioni Rotten Tomatoes ha un indice di gradimento del 31% con un voto medio di 4,8 su 10, basato su 42 recensioni. Il commento consensuale del sito recita: "Miss Bala suggerisce che Gina Rodriguez ha un futuro come eroina di film d'azione; sfortunatamente, dimostra anche quanto sia difficile bilanciare i pezzi contro una storia avvincente". Su Metacritic, invece ha un punteggio di 41 su 100, basato su 24 recensioni.